# 山西公立法政专门学校
山西公立法政专门学校是曾位于山西省太原市的一所高等院校。1934年并入山西大学。

## 历史沿革
- 1907年，山西政法学堂创立，在太原上官巷课吏馆学署旧址（今公安厅招待所）办学。只设简易科和预科。
- 1908年，改简易科为讲习所。
- 1909年，改设本科和预科[2]。
- 1912年，学堂改称山西公立法政专门学校，设法律和政治经济两科。
- 1914年，金永任山西巡按使时，强令山西公立商业专门学校并入该校。1917年6月原商校又从该校独立[3]。
- 1928年，学校的法律、政治预科开始招收女生，开创了太原市大专学校招收女生的先例。
- 1931年，学校改为山西省立法学院。取消预科，原法律、政治经济两科改为学系。
- 1933年，国民政府以文、法科学生过剩、教育经费不足为理由，于1934年将山西教育学院和山西省立法学院并入山西大学[1]。